# Sainte-Marie-Chevigny
Pour les articles homonymes, voir Sainte-Marie.
Sainte-Marie-Chevigny (en wallon Sinte-Mareye-Tchevigni) est une section de la commune belge de Libramont-Chevigny située en Région wallonne dans la province de Luxembourg.
C'était une commune à part entière avant la fusion des communes de 1977.

## Évolution démographique
- Source: DGS, 1831 à 1970=recensements population, 1976= habitants au 31 décembre

## Histoire
En 888, le roi Arnulf confirmait pour le couvent de Sainte-Marie à Aix-La-Chapelle des propriétés à "Cauiniaco" (MGH DArn no. 031).
La commune s'appelait "Sainte-Marie" jusqu'en 1963.
Le siège de la mairie de Chevigny, dans la Terre de Saint-Hubert, est à Libramont.